# Fritz Nicolai

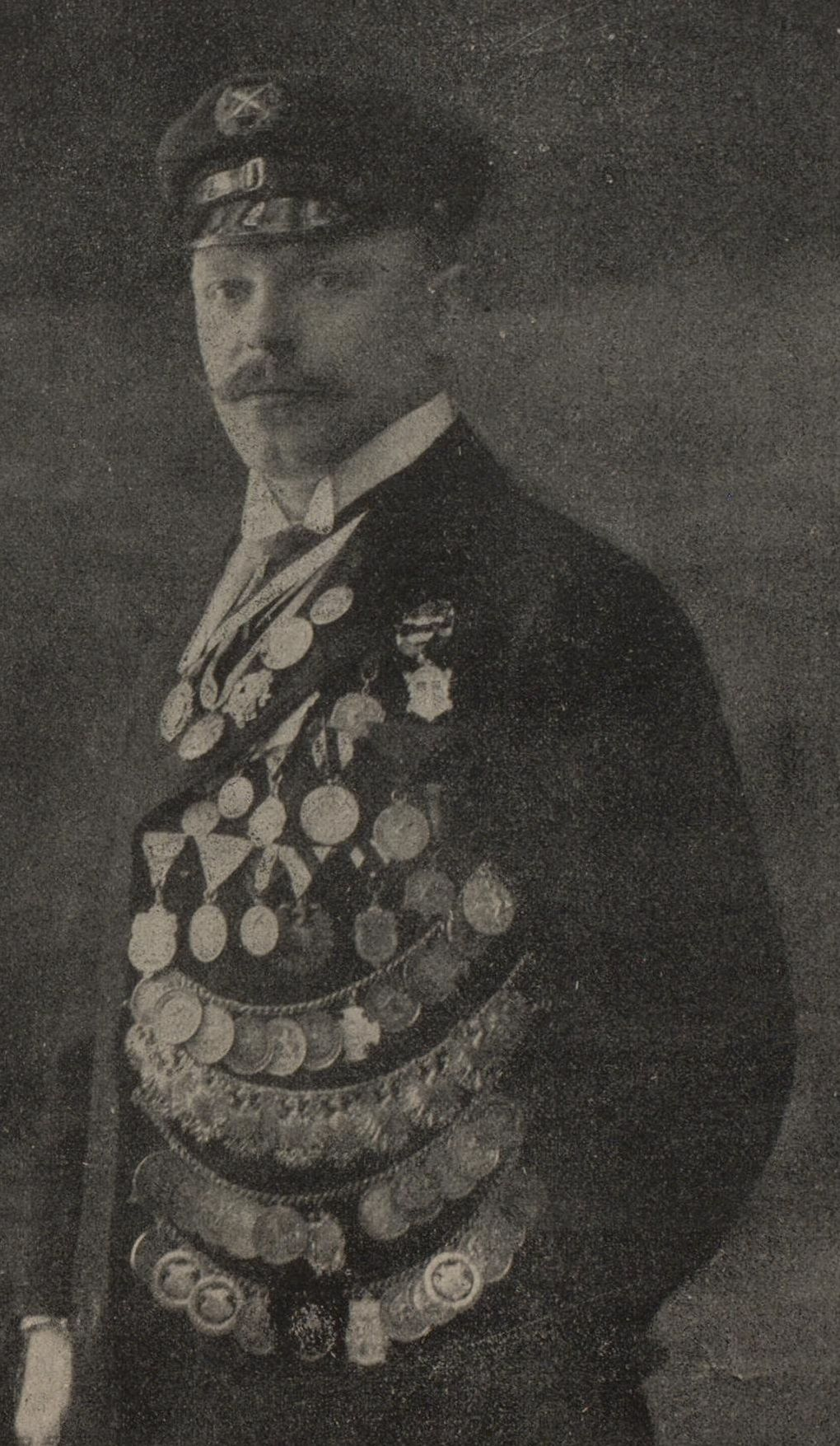
Fritz Nicolai, um 1909

Friedrich Karl August „Fritz“ Nicolai (* 11. Februar 1879 in Frankfurt am Main; † 7. März 1946 in Bensheim) war ein deutscher Wasserspringer.
Nicolai belegte bei den Olympischen Zwischenspielen 1906 den achten Rang. Zwei Jahre später belegte er bei den Olympischen Spielen in London im Wettbewerb im Turmspringen den 22. Platz.
Als langjähriges Mitglied des Ersten Frankfurter Schwimm Clubs wurde Nicolai 1935 für 35 Jahre Mitgliedschaft geehrt.
In einer Videosequenz kann man sein Können bei einem Sprung von einer Brücke, aus Frankfurt am Main, sehen.